# 热赞拉

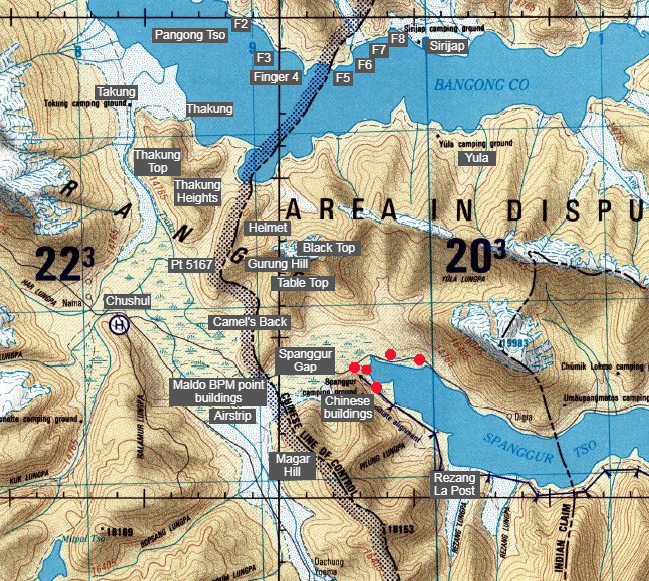
斯潘古尔湖周围的中印冲突地点

热赞拉（Rezang La）是位於中印边境实际控制线的一个山口，地處斯潘古尔山口（Spanggur Gap）以南11英里处，海拔为5,500米，它将印度控制的拉达克楚舒勒和中国控制由日土县管轄但印度主张擁有主權的曼冬错（Spanggur Tso）盆地分隔开来。
在热赞拉西北方向约2-3公里处，有另一个边境关口热钦山口（Rechin Pass / Reqin Pass）（33°25′N 78°51′E / 33.42°N 78.85°E），该山口也在中印边境实际控制线上，在中印两边都有道路通往该山口。